# Макклейн, Дэйв
Дэйв Макклейн (род. 22 октября 1965) — американский барабанщик, бывший участник метал-групп Machine Head, Sacred Reich, S.A.Slayer и других.

## Биография
До прихода в Machine Head Дэйв играл в таких группах, как Sacred Reich, S.A. Slayer, Ministers Of Anger, Murdercar, Catalepsy и других.
26 декабря 1995 года был официально зачислен в состав Machine Head вместо Криса Контоса, который покинул группу после выхода дебютного альбома.
Во время записи «Supercharger» и «Through the Ashes of Empires» Дэйв участвовал ещё и в записи гитарных партий для песен.
Принимал участие в записи проекта Roadrunner United, записал партии для песни «No Mas Control» совместно с Дино Касаресом (Fear Factory, Divine Heresy, Asesino), Кристианом Мачадо (Ill Nino), Андреас Киссером (Sepultura), Сореном Саркисяном (Spineshank) и бывшим басистом Soulfly Марсело Диасом.
В 2018 году Макклейн покинул Machine Head из-за музыкальных разногласий с Флинном. В декабре того же года присоединился к Sacred Reich.
Является эндорсером таких фирм, как Yamaha, Remo, DDrum и Zildjian. До этого представлял Tama и Pearl.

## Дискография
| S.A. Slayer - Demo (Demo, 1983) - Prepare to Die (EP, 1983) - Go for the Throat (1986) Catalepsy - Demo 86 (Demo, 1986) - Evil Within (Demo, 1987) - Law and Disorder (Demo, 1988) | Murdercar - Demo (Demo, 1989) Narita - Demo (Demo, 1985) Sacred Reich - Independent (1993) - Heal (1996) | Machine Head - The More Things Change... (1997) - The Burning Red (1999) - Supercharger (2001) - Through the Ashes of Empires (2003) - The Blackening (2007) - Unto the Locust (2011) - Bloodstone & Diamonds (2014) - Catharsis (2018) |